# Red One: Mật mã đỏ
Red One: Mật mã đỏ (tiếng Anh: Red One) là một bộ phim điện ảnh Mỹ thuộc thể loại hài – hành động – phiêu lưu ra mắt vào năm 2024 do Jake Kasdan làm đạo diễn kiêm đồng sản xuất, với sự tham gia diễn xuất của các diễn viên gồm Dwayne Johnson, Chris Evans, Lucy Liu, Kiernan Shipka, Bonnie Hunt, Nick Kroll, Kristofer Hivju, Wesley Kimmel, và J. K. Simmons.
Dự án được xem như là phần đầu tiên để mở đầu cho một thương hiệu điện ảnh mới đầy tiềm năng, tái hiện lại những thần thoại về những mùa lễ hội, được sản xuất bởi Amazon MGM Studios dưới nhãn hiệu Metro-Goldwyn-Mayer cùng với sự hợp tác của Seven Bucks Productions, The Detective Agency và Chris Morgan Productions.
Red One: Mật mã đỏ được phát hành bởi Amazon MGM Studios tại Mỹ và Việt Nam vào ngày 15 tháng 11 năm 2024. Tác phẩm nhìn chung nhận về những lời chỉ trích từ giới chuyên môn sau khi ra mắt.

## Nội dung
Bộ phim sẽ là câu chuyện về Callum Drift, đội trưởng của đội an ninh tại Bắc Cực buộc phải hợp tác cùng với Jack O'Malley, một tên thợ săn tiền thưởng, để cùng nhau tìm kiếm và giải cứu thành công Ông già Noel.

## Diễn viên
- Dwayne Johnson thủ vai Callum Drift
- Chris Evans thủ vai Jack O'Malley
- Kiernan Shipka
- Lucy Liu thủ vai Zoe
- Mary Elizabeth Ellis
- J. K. Simmons thủ vai Nick, Ông già Noel.
- Nick Kroll
- Kristofer Hivju thủ vai Krampus
- Wesley Kimmel
- Bonnie Hunt thủ vai Bà già Noel
- Jenna Kanell